# جون ليونارد (راكب الكنو)
جون ليونارد (بالإنجليزية: John Leonard)‏ هو راكب الكنو نيوزيلندي، ولد في 2 يونيو 1948.

## وصلات خارجية
- جون ليونارد على موقع أوليمبيديا (الإنجليزية)